# Borz, Bihor
Borz este un sat în comuna Șoimi din județul Bihor, Crișana, România.

## Obiective turistice
- Rezervația naturală “Defileul Crișului Negru la Borz” (12,0 ha).

 Acest articol despre o localitate din județul Bihor este deocamdată un ciot. Puteți ajuta Wikipedia prin completarea lui.

mi, Bihor]]